# Neallogaster
Genre
Neallogaster est un genre de libellules de la famille des Cordulegastridae (sous-ordre des Anisoptères, ordre des Odonates).

## Liste d'espèces
Selon BioLib (20 novembre 2024) :
- Neallogaster choui Yang & Li, 1994
- Neallogaster hermionae (Fraser, 1927)
- Neallogaster latifrons (Selys, 1878)
- Neallogaster ornata Asahina, 1982
- Neallogaster pekinensis (McLachlan in Selys, 1886)
- Neallogaster schmidti Asahina, 1982